# 开开集团
開開集團又稱開開實業（上交所：600272）、開開服飾，是一家總部位於中國上海靜安區西康路的服裝、襯衫與羊毛衫生產企業。

## 歷史
開開集團歷史可以追溯到1936年。一開始叫作开开百货店，自創立伊始就自產自銷衬衫、羊毛衫。20世纪50年代，开开等其他商店合并，改名为兴泰百货店。开开品牌依然保留。1980年，開開百貨店恢復。1986年，改組為上海开开百货公司。1992年，改組為上海开开实业股份有限公司。1996年，改組為上海开开（集团）有限公司。1997年，开开在B股上市。2001年，开开在A股上市。2002年，开开牌标被认定为中国驰名商标。